# Jeanne Schmitz-Rouly
Jeanne Schmitz-Rouly est une mystique belge, née à Mons le 11 juin 1891 et morte à Bruxelles en 1979. 
Elle écrit un Journal spirituel publié après sa mort.

## Biographie
Jeanne Schmitz-Rouly naît à Mons le 11 juin 1891. Sa famille est catholique, mais lorsqu'elle a 16 ans, elle dit à sa mère qu'elle a perdu la foi. Elle lit néanmoins la Bible et continue d'assister à la messe, sous l'impulsion de sa mère. Puis elle cherche à intégrer le Conservatoire, ce que sa mère refuse. Elle veut entrer dans la vie religieuse, mais son confesseur la convainc d'y renoncer. 
Elle se marie en 1919 avec Louis Schmitz, « un clerc de notaire âgé de quelque quinze ans de plus qu'elle »'. Ils ont deux filles et un garçon. Elle est entre-temps redevenue une catholique fervente et elle donne une éducation chrétienne à ses enfants, avant d'être veuve en 1942. Elle fait la rencontre de l'univers carmélitain. Parmi les lectures de Jeanne Schmitz-Rouly, nous trouvons L'Imitation de Jésus-Christ, qui est un livre majeur de la mystique médiévale et de la Devotio moderna, l'Histoire d'une âme de Thérèse de Lisieux, ainsi que les ouvrages de Thomas Merton et André Frossard. 
Jeanne Schmitz-Rouly meurt à Bruxelles en 1979.
Après la mort de sa mère, son fils Charles, ordonné prêtre en 1946, découvre son Journal spirituel. Ce sont des carnets qui comportent des réflexions et pensées liées à l'amour de Dieu, avec une tonalité mystique. 

## LeJournal spirituel
Le Journal spirituel de Jeanne Schmitz-Rouly se compose de huit carnets rédigés à la demande de son confesseur, qui vont de 1945 à 1956 et de 1962 à 1966. Son fils Charles les a découverts après sa mort, et le Père Verdeyen les publie. Leur contenu est spirituel et religieux, il évoque les expériences mystiques de Jeanne Schmitz-Rouly, sans référence aux événements familiaux et politique de sa vie, selon Bruno Clarot de la Compagnie de Jésus. L'œuvre de Jean de la Croix est l'une de ses sources d'inspiration.

Jeanne Schmitz-Rouly y décrit le bonheur de pouvoir aimer Dieu : 
« En une fois, je me suis sentie plongée dans le bonheur et je voyais. C'est toujours du reste la même chose, et cependant elle semble toujours nouvelle. Je voyais : « Mais quel bonheur c'est donc de pouvoir aimer Dieu ! » Et tout était bonheur en moi. Et je me rappelle que je regardais quelques arbres d'un square, et qu'il faisait sombre ce jour-là. Et cette idée me venait : c'est comme si je disais que ce paysage terne et insignifiant que je vois, c'est une apothéose d'un printemps lumineux, tellement je me sens comme transportée dans d'autres régions. Je ne sais pas si on voit, mais on voit cependant les rues et les maisons. Mais on regarde sans voir, et il serait impossible d'exprimer ce que l'on ressent, sinon en disant que l'on sent qu'on [n'] existe plus. Et je crois que c'est l'unique chose que l'on sache constater, je dirais, et qui donne, pour ma part, un surcroît de bonheur, si cela était possible. On perçoit sans doute que la contemplation dans laquelle on se trouve, ne vient pas le moins du monde de soi, de son intelligence, de son entendement, de sa volonté. Rien de soi n'y contribue. »

## Œuvre
- Jeanne Schmitz-Rouly, Journal spirituel : Le bonheur d'aimer Dieu, Mers-sur-Indre, Centre Saint-Jean-de-la-Croix/Éditions du Carmel, coll. « Textes et Études », 2004 (1re éd. 1998), 147 p. (ISBN 9782847130263).